# Леонардо да Силва Соуза
Леонардо да Силва Соуза (Андира, 18. март 1992), познат као Леонардо, бразилски је фудбалер. Игра на позицији левог крила или офанзивног везисте.

## Каријера
Леонардо је своју сениорску каријеру започео у кипарском Еносису. Дана 15. септембра 2012. године, Леонардо је на свом дебију у сениорској конкуренцији постигао гол против Анортозиса. За Еносис је одиграо једну полусезону и постигао 5 голова на 11 утакмица у Првој лиги Кипра.
У јануару наредне године, Леонардо потписује трогодишњи уговор са украјинским Металург Доњецком. За Металург је одиграо једну полусезону, постигао је 1 гол и уписао 1 асистенцију на 9 утакмица.

### Габала
Дана 13. јула 2013. године, Леонардо прелази у Габалу. На свом дебију за Габалу Леонардо је уписао две асистенције у победи Габале 1:2 над Бакуом. У следећем колу Леонардо је постигао свој први гол за Габалу са беле тачке у победи над Интер Бакуом 3:2. За Габалу је одиграо једну сезону и постигао неколико врло атрактивних голова. 

### Анжи
Дана 10. августа 2014. Леонардо је потписао двогодишњи уговор са Анжијем. Дана 13. септембра Леонардо је дебитовао за Анжи у Другој лиги Русије. Леонардо је постигао свој први гол у дресу Анжија 18. марта на његов 23. рођендан против Јенисеја у победи Анжија 5:1. У својој првој сезони у руском клубу Леонардо је постигао 7 гола и уписао 5 асистенција на 22 одигране утакмице свим такмичењима. Дана 19. јула 2015. Леонардо је дебитовао у Премијер лиги Русије против Криле Совјетов. Свој први гол у Премијер лиги је постигао са беле тачке у ремију 1:1 против Урала. 25. фебруара 2016. Анжи је раскинуо уговор са Леонардом јер се није прикључио тиму на припремама у Шпанији.

### Партизан
Леонардо је 8. јула 2016. године потписао трогодишњи уговор са београдским Партизаном и задужио дрес са бројем 42. Леонардо је дебитовао за Партизан у Суперлиги Србије на гостовању против Бачке. Одиграо је друго полувреме и био један од запаженијих на терену. 20. августа Леонардо је постигао свој први гол у дресу Партизана против Спартака, у поразу Партизана 2:1. Недељу дана касније Леонардо је постигао прелеп гол из слободног ударца и уписао асистенцију у победи над Радом 4:0. 17. септембра 2016, Леонардо је постигао гол у 89. минуту 152. вечитог дербија против Црвене звезде, за тријумф Партизана од 1:0 на стадиону у Хумској. У 154. вечитом дербију, одржаном 18. априла 2017. године на стадиону Рајко Митић, Леонардо је са два постигнута гола био уз Леандреа Тавамбу најзаслужнији за тријумф Партизана од 3:1 над домаћом Црвеном звездом.
Леонардо је укупно постигао 26 голова за Партизан, 24 у Јелен Суперлиги, један у Купу и један у квалификацијама за Лигу шампиона.

## Трофеји

### Партизан
- Првенство Србије (1) : 2016/17.
- Куп Србије (1) : 2016/17.